# سران و سلاطین
سران و سلاطین (انگلیسی: Captains and the Kings) یک رمان تاریخی از تیلور کالدول می‌باشد که در سال ۱۹۷۲ نوشته شد. داستان سران و سلاطین در رابطه با یک مهاجر خردسال ایرلندی به نام جوزف آرما به همراه برادر و خواهر کوچکترش به آمریکا است. آنها به عنوان مهاجرین غیرقانونی به این کشور سفر می‌نمایند و مدت کوتاهی بعد والدین خود را از دست می‌دهند. جوزف مدتی بعد با یک مهاجر لبنانی دوست می‌شود و هر دو تحت قیمومیت آمریکایی ثروتمندی مشغول خدمت می‌شوند. موضوع اصلی داستان در حقیقت یک حماسه به وقوع پیوستهٔ میان نسلی است که بر روی موضوعاتی همچون تاریخ، رؤیای آمریکایی، تبعیض و تعصب در زندگی مردمان آمریکا تکیه دارد که توسط یک طبقهٔ مرفه و ثروتمند ساخته شده‌است.

## انتشار
در همان سال ۱۹۷۲ که سال انتشار کتاب می‌باشد، این عنوان بر اساس رتبه‌بندی به عمل آمده توسط پرفروش‌ترین‌های نیویورک تایمز، در زُمرهٔ ۱۰ کتاب پرفروش قرار گرفت. نویسندهٔ اثر، کالدول، به شدت بر جنبه‌های خانوادگی کندی، جان دیویس راکفلر و هوارد هیوز توجه داشت هر چند بعدها متذکر گردید که ماجرای خانوادهٔ آرما یک شبیه‌سازی خیالی است و به هیچ شخص و خانوادهٔ خاصی اشاره ندارد